# Syagrus pseudococos
Syagrus pseudococos là loài thực vật có hoa thuộc họ Arecaceae. Loài này được (Raddi) Glassman miêu tả khoa học đầu tiên năm 1970.

## Hình ảnh

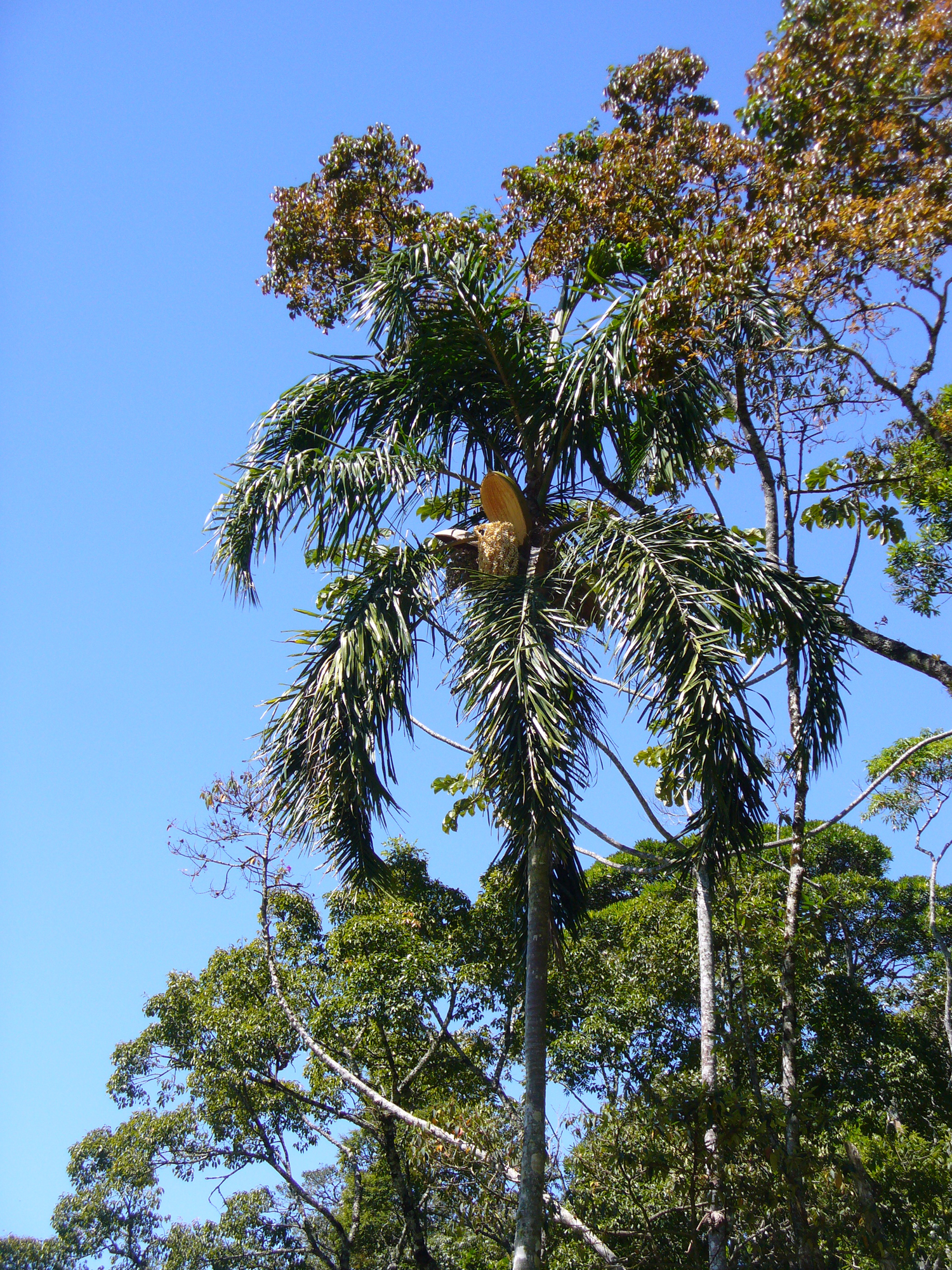